# Streblus zeylanicus
Streblus zeylanicus är en mullbärsväxtart som först beskrevs av Thw., och fick sitt nu gällande namn av Wilhelm Sulpiz Kurz. Streblus zeylanicus ingår i släktet Streblus och familjen mullbärsväxter. Inga underarter finns listade i Catalogue of Life.